# Syfy Universal
Syfy Universal (Syfy) (первоначальное название — Sci Fi Channel, произносится как Сай фай ченл) — американский кабельный телевизионный канал, открытый 24 сентября 1992 года. Специализируется на показе научно-фантастических, фэнтезийных, паранормальных, мистических, хоррор сериалов и фильмов, а также транслирует разнообразные развлекательные реалити-шоу. Является частью сети NBC Universal. С середины 2008 года был доступен в России в пакете НТВ+, а также в кабельных сетях страны. 28 февраля 2013 года прекратил своё вещание на территории РФ.
16 марта 2009 года NBC Universal объявили о переименовании канала на Syfy (читается одинаково).
Переименование было вызвано необходимостью регистрации торгового знака. Sci-Fi невозможно было зарегистрировать, так как это общепринятое сокращение (англ. Science fiction — научная фантастика). А также тем, что с 2005 года телеканал фактически отошёл от узкоспециализированного показа научно-фантастических телепередач, что изначально отображалось в его названии, и приобрёл более разнонаправленный жанровый характер.
На Syfy транслировались такие известные сериалы, как: «Нация Z», «Ван Хельсинг», «Дрожь», «Пространство», «Вайнона Эрп», «Криптон», «Чаки», «Вампир Реджинальд», «Астрид и Лилли спасают мир», «День мертвецов», «Призрачные войны» и другие.

## Оригинальные фильмы телеканала Syfy
См. также: Фильмы телеканала Syfy
Оригинальные фильмы Syfy (англ. Syfy original movies; в российской версии канала — «Эксклюзивные фильмы Syfy») — фильмы категории B, снятые специально для показа на телеканале. Идея принадлежит управленцам телеканала — Крису Реджине, Рэю Каннелле и Томасу Уайтали. На создание каждого фильма затрачивается бюджет около двух миллионов долларов. Премьеры фильмов обычно проходят на телеканале субботним вечером.
Среди наиболее известных независимых студий, производящих телефильмы для Syfy: UFO studios, RHI Entertainment, New Horizons, The Asylum. Для выхода на DVD фильмы, как правило, переименовываются. Многие из них были показаны на телеканале ТВ3.